# Krystallopigí
Krystallopigí (Krystallopigi, Kroustallopigi, Smardesi) är en ort i Grekland. Den ligger i prefekturen Nomós Florínis och regionen Västra Makedonien, i den norra delen av landet, 400 km nordväst om huvudstaden Aten. Krystallopigí ligger 1 085 meter över havet och antalet invånare är 314.
Terrängen runt Krystallopigí är kuperad västerut, men österut är den bergig. Runt Krystallopigí är det glesbefolkat, med 19 invånare per kvadratkilometer. Närmaste större samhälle är Kastoria, 19,7 km sydost om Krystallopigí. Trakten runt Krystallopigí består till största delen av jordbruksmark.